# Балуєв Олександр Миколайович
Олекса́ндр Микола́йович Балу́єв (рос. Александр Николаевич Балуев; нар. 6 грудня 1958, Москва, РРФСР, СРСР) — радянський і російський актор театру і кіно.

## Життєпис
Народився 6 грудня 1958 року у Москві. 
Закінчив московську школу 637 (нині Центр освіти № 1465 імені адмірала М. Г. Кузнєцова). Після невдалої спроби вступити в Щукінське училище рік пропрацював помічником освітлювача в нижньому парку Просвітницька відділення на «Мосфільмі». Друга спроба виявилася більш вдалою — вступає у Школу-студію МХАТ на курс П. Массальского — М. Тарханова. У 1980 році він успішно закінчує навчання і стає актором Театру Радянської Армії. Перші ролі у своїй театральній кар'єрі грає у виставах «Годинник без стрілок» і «Дама з камеліями».
У 1986 році переходить в Московський театр ім. Єрмолової (нині — Театральний Центр ім. Єрмолової), де грає головні ролі в спектаклях «Другий рік свободи», "Сніг, «Недалеко від тюрми», «Калігула».
Наприкінці 1980-х років залишає цей театр. Зараз він активно працює в антрепризах, співпрацює з театром ім. Ленінського комсомолу.

## Громадянська позиція
Прибічник путінського режиму. Виступав в окупованому Росією Криму. Фігурант бази даних центру «Миротворець» як особа, що становить загрозу національній безпеці України і міжнародному правопорядку.
У 2018 році був довіреною особою кандидата у президенти РФ В. Путіна.
У 2022 році підтримав повномасштабне вторгнення Росії в Україну, заявивши, що Росія «займається в Україні знищенням нацизму»: „Війна — це найжахливіше, що може бути на Землі, але якщо існує нацизм, а, виявляється, в Україні він існує в дуже серйозній формі і в дуже великих масштабах, з ним треба боротися, його треба знищувати. Тому моя країна зараз займається саме цим. Я переконаний, що в цьому є абсолютна правда, і в цьому є правильність цієї ситуації“.

## Родина
У 2003 р. одружився з громадянкою Польщі, журналісткою Марією Урбановською, з якою до цього 10 років перебував у фактичних відносинах. Дочка Марія-Анна (2003). Шлюб з Урбановською розірваний в 2013 р.

## Фільмографія
- 1981 — Слідство ведуть ЗнаТоКі — працівник овочевої бази
- 1983 — Обман — приятель Ані
- 1984 — Єгорка — командир прикордонного катера
- 1984 — Стріла Робін Гуда (фільм-спектакль) — Гай Гісборн
- 1985 — Кармелюк — Іван
- 1986 — Осіння кампанія 1799 року (фільм-спектакль) — наполеон Бонапарт
- 1988 — Дружина керосинника — близнюки Удальцови
- 1989 — Крейзі (короткометражний)
- 1989 — Любов з привілеями — Кожем'якін-молодший
- 1990 — Очищення — Василь Фивейський, священнослужитель
- 1990 — «Час перевертня»
- 1992 — Прорва — Георгій, літератор
- 1992 — Річард Левине Серце — Річард Левине Серце, король Англії
- 1993 — Кінь Білий — Володимир Панчина
- 1993 — Лабіринт любові — головна роль
- 1993 — Налет — Петюня
- 1993 — Сторонній — головна роль
- 1993 — Лицар Кеннет — Річард Левине Серце
- 1994 — Чорний клоун — Сергій Ілліч
- 1995 — Мусульманин — Федька
- 1996 — Лінія життя — Вадим, мафіозі
- 1997 — Криза середнього віку — григорій Копитін, художник
- 1997 — Миротворець — генерал Олександр Кодорі
- 1998 — Му-му — Герасим
- 1998 — Зіткнення з безоднею — Михайло Тульчинський
- 1999 — Затворник — близнюки Стрілецькі
- 1999 — Каменська-1 — генерал Володимир Сергійович Вакар
- 2000 — Доказ життя — російський офіцер
- 2000 — Маросейка, 12 — Микита Орел
- 2000 — Москва — Майкл
- 2001 — У серпні 44-го... — Міщенко
- 2001 — Ідеальна пара — Генріх
- 2001 — Кінець століття — Маркус, німецький журналіст
- 2001 — Спадкоємиці — Олег, чоловік Віри
- 2001 — Ніна. Розплата за любов — Михайло Колісник
- 2001 — Свято — Єлисей
- 2002 — Антикілер — Шаман, кримінальний авторитет
- 2002 — Атлантида — Костянтин
- 2002 — Все, що ти любиш… — Коля
- 2002 — Маска і душа
- 2002 — Олігарх — Корецький, генерал ФСБ
- 2002 — По ту сторону вовків — Анатолій Тяпов, бухгалтер
- 2002 — Спецназ — майор Климентій Іванович Платов
- 2003 — Благословіть жінку — Олександр Ларічев
- 2003 — Вечерний звон — оператор
- 2003 — Істина моменту — Гейдар Алієв
- 2003 — Марш-кидок — генерал Таманов
- 2003 — Небо і земля — Віктор Володимирович Шведов
- 2003 — Спецназ 2 — майор Климентій Іванович Платов
- 2003 — Бурштинові крила — Олександр, адвокат
- 2004 — Граф Крестовський — Ельбрус Тамаєв
- 2004 — Московська сага — Микита Градів
- 2004 — Про любов у будь-яку погоду — редактор провінційної газети
- 2004 — Посилка з Марса — Леонід
- 2005 — Загибель Імперії — Сергій Павлович Костін
- 2005 — Дура — Башірцев, головний режисер провінційного театру
- 2005 — Замовлення — Олег
- 2005 — Гра слів: Перекладачка олігарха — Іван Федорович Ташков
- 2005 — Їсти подано, або Обережно, любов! — Євген
- 2005 — Спадкоємиці-2 — Олег
- 2005 — Полювання на ізюбра — В'ячеслав Ізвольський
- 2005 — Турецький гамбіт — генерал Соболєв
- 2006 — Ви не залишите мене — Григорій Овсійович Зарицький
- 2006 — Ніколи не розмовляйте з невідомими — епізод
- 2006 — Офіцери — Ширяєв Вадим Миколайович, полковник КДБ
- 2007 — 1612: Хроніки Смутного часу — розбійник Осика
- 2007 — Вигнання — Марк
- 2007 — Інді — Ігор Сергійович Дукельский
- 2007 — Злочин і покарання — Свидригайлов
- 2007 — Сніговий ангел — Борис Аркадійович Ясний
- 2007 — Приватне замовлення — Петро Степанович Татарський
- 2008 — Спадщина — Андрій Миколайович Прохоров / Роман Андрійович Прохоров
- 2009 — Бажання — Володимир, хірург
- 2009 — Заборонена реальність — Георгій Курило
- 2009 — Кандагар — Карпатов, командир екіпажу
- 2009 — Одна війна — капітан Карп Ничипорук
- 2010 — Будинок біля великої річки — Василь Крилов
- 2010 — Якщо небо мовчить — Антіох
- 2010 — Зайцев, пали! Історія шоумена — Яковлєв, господар нафтової компанії
- 2010 — На дотик — батько Гліба
- 2011 — Жуков — Георгій Костянтинович Жуков
- 2011 — Петро Перший. Заповіт — Петро Перший
- 2011 — Найкращий фільм 3-ДЕ — Віктор Палич
- 2012 — Життя і доля — Микола Григорович Кримов, старший батальйонний комісар
- 2012 — Шаповалов — Юрій Іванович Шаповалов
- 2013 — Дві зими і три літа — Євдоким Подрєзов
- 2013 — Ейнштейн. Теорія любові — Сергій Коньонков, скульптор
- 2014 — Дві жінки — Аркадій Іслаєв
- 2014 — Слід тигра — Павло Борисович Широков, єгер
- 2014 — Фотограф — майор Лебядкін
- 2015 — Воїн — Куликов
- 2015 — Все можуть королі — король Артур
- 2015 — Спадкоємці — Володимир Петрович Скворцов
- 2015 — Володарі снів
- 2016 — Герой — Михайло Іванович Терещенко / Мішель